# Domenico Pacini
Domenico Pacini (20. února 1878 Marino – 23. května 1934 Řím) byl italský fyzik známý svým výzkumem kosmického záření. 

## Život
Vystudoval fyziku na univerzitě La Sapienza v roce 1902. V letech 1905–1927 pracoval v italské agentuře pro meteorologii a geodynamiku. Mezi roky 1915–1925 vyučoval geofyziku na univerzitě La Sapienza, poté se stal profesorem experimentální fyziky na Università degli studi di Bari Aldo Moro.
Bylo pozorováno, že elektroskop v nádobě v zemském potenciálu postupně ztrácí svůj náboj a to i ve velmi dobře izolované nábobě z důvodu ionizace vzduchu. Pacini pozoroval variace rychlosti ionizace na horách, nad jezerem, nad mořem a pod vodou. V experimentu provedeném v roce 1911 Pacini zjistil, že ionizace pod vodou je výrazně nižší než ionizace u mořské hladiny. Prokázal tedy, že určitá část ionizace pochází z jiného zdroje než ze zdrojů v kůře Země.  Tím přispěl k objevu kosmického záření. 